# Élections locales écossaises de 2017 à Dumfries and Galloway
Pour un article plus général, voir Élections locales écossaises de 2017.

Les élections locales écossaises de 2017 à Dumfries and Galloway se sont tenues le 4 mai 2017.

## Composition du conseil
Majorité absolue : 22 sièges
| Parti               | Sièges  |
| ------------------- | ------- |
| Conservateur        | 16 / 43 |
| SNP                 | 11 / 43 |
| Travailliste        | 11 / 43 |
| Indépendant         | 4 / 43  |
| Libéraux-démocrates | 1 / 43  |